# 기무라 유지
기무라 유지(일본어: 木村 祐志, 1987년 10월 5일 ~ )는 일본의 축구 선수이다.

## 구단 경력
그는 2006년부터 2024년까지 J리그의 가와사키 프론탈레, 기라반츠 기타큐슈, 오이타 트리니타, 도쿠시마 보르티스, 로아소 구마모토, 미토 홀리호크, 가고시마 유나이티드 FC에서 활동하였다.